# Estádio Riccardo Silva
O Estádio Riccardo Silva é um estádio de futebol americano universitário localizado no campus da Universidade Internacional da Flórida (Florida International University - FIU), em Miami, Flórida e o estádio do time de futebol do FIU Panthers. O estádio foi inaugurado em 1995, substituindo o vizinho Tamiami Field, que foi usado como um campo recreativo pela universidade e pelas equipes locais de futebol do ensino médio. Quando a FIU iniciou seu programa de futebol em 2002, o FIU Stadium tornou-se a sede da equipe.
O estádio foi renovado em 2007. Após a conclusão de uma arquibancada de nível mais baixo em 2012, o estádio tem capacidade para 20 000 torcedores. O evento com maior público no estádio foi um jogo de futebol em 01 de outubro de 2011 contra os Duke Blue Devils, com a presença de 22 682 espectadores. O FIU Stadium é o estádio de futebol da NCAA Division I mais meridional nos Estados Unidos Continentais.
O estádio é também o lar do Miami FC, uma equipe profissional de futebol sediada em Miami, Flórida. Eles começaram a jogar na North American Soccer League, o segundo nível da pirâmide de futebol dos Estados Unidos, na temporada de 2016.